# SFドラマ
SFドラマ（）とは、サイエンス・フィクション (SF) をモチーフにしたドラマのことである。基本的にテレビドラマ作品を指すが、ラジオドラマやオリジナルビデオ、ネットドラマなども存在する。SF映画同様に宇宙や宇宙人をテーマにしたものや、科学的考証を元にした冒険もの、不条理世界におけるサスペンスや活劇、などの題材がよく扱われる。空想上の世界を描くために特撮技術を駆使して作られることが多いので、多くが特撮テレビ番組にも分類される。

## SFドラマの歴史と文化

### アメリカ合衆国
アメリカでは、マスメディアとしてのテレビ放送の開始以来、常にSFドラマが人気のジャンルとなっている。
アメリカのテレビでの最初の人気SFドラマは子供向け冒険シリーズ『キャプテン・ビデオ』で、1949年6月から1955年4月まで放送された。『キャプテン・ビデオ』の放送開始から8カ月以内に2つの画期的なドラマが放送開始となった。Tom Corbett, Space Cadet（1950年3月 - 1955年2月）と Space Patrol（1950年3月 - 1955年2月）である。ABCも急成長するSFドラマ市場に資金を注ぎ込み、戦前からのシリーズ映画『バック・ロジャース』のテレビ版を1950年に放送開始したが、数カ月で失敗に終わった。Rod Brown of the Rocket Rangers (CBS) もわずか数週間で打ち切りとなっている。
1950年代の子供向けSFドラマとしては他に Captain Z-Ro（1951 - 1956年）、Rocky Jones, Space Ranger（1954年）、『フラッシュ・ゴードン』（1954 - 1955年）がある。
大人向けの最初のSFドラマはABCが1951年8月3日に放送開始した Tales of Tomorrow で、1953年まで続いた。1話完結のオムニバス形式で、子供向けにも既にそのような形態の番組が存在していた。2カ月後、CBSの同様のSFドラマシリーズ Out There が始まり、12話まで放送された。初期のオムニバスSFドラマとしては他に Science Fiction Theatre があり、1955年から1957年まで放送された。その後1959年に『トワイライト・ゾーン』、1963年に『アウターリミッツ』が続いた。
1960年代中盤になると連続もののSFドラマが復活を果たした。これにはプロデューサーのアーウィン・アレンによるところが大きい。1961年の自身の映画『地球の危機』に基づき、アレンは1964年に『原子力潜水艦シービュー号』を放送開始した。このシリーズは4シーズン続いた。次にアレンはスペースオペラ作品『宇宙家族ロビンソン』（1965 - 1968年）を制作し、人気を博した。すぐさま2つのSFドラマ『タイムトンネル』と『巨人の惑星』を1966年に放送している。
ここで予期しない大作『宇宙大作戦』（1966 - 1969年）が登場する。ジーン・ロッデンベリー制作で、NBCで放送された。1968年初めごろNBCは本作を終了させようとしたが、熱狂的なファンを Bjo Trimble が組織してキャンペーンを展開し、本作品を放送継続させることに成功。テレビ・ネットワークと視聴者の関係が大きく変化する事件だった。しかし最終的に『宇宙大作戦』が終了すると、アメリカでのSFドラマはしばらく低調になった。
1970年代末になると映画『スター・ウォーズ』の影響を受けてSFへの興味が再燃。それを受けて『バック・ロジャース』の新シリーズや『宇宙空母ギャラクティカ』（1978 - 1980年）が登場した。
1983年、冷戦と第二次世界大戦の寓意として全体主義、プロパガンダ、協調、レジスタンスなどを描いた『V』が放送された。
1987年、冷めやらないファンの要望に応え、スタートレックの新シリーズ『新スタートレック』が制作され、大いに人気を博した。そのためさらに続編が企画され、『スタートレック:ディープ・スペース・ナイン』、『スタートレック:ヴォイジャー』、『スタートレック:エンタープライズ』と続き、2005年に完結した。
タイムトラベルものの『タイムマシーンにお願い』（1989 - 1993年）は、視聴者層を広げるため現代的設定を使っていた。1993年、環境をテーマにした『シークエスト』が登場。同年、詳細な世界設定と複雑なストーリー展開の『バビロン5』の放送も開始された。一般受けという面では弱かったものの、『バビロン5』はSFファンダム内では大変な人気となった。この作品によって視聴者の期待するレベルが上がり、1990年代後半のSFドラマ全般の質の向上がもたらされた。
『Xファイル』（1993 - 2002年）はよく言われている陰謀説やその時代の恐怖を活用し、10年に渡って商業的成功を収めた。その後のファンタジーやホラーのドラマは『Xファイル』の影響を受けている。成功例として『バフィー 〜恋する十字架〜』（とそのスピンオフの『エンジェル』）がある。
1990年代末にはコミカルなSFドラマが人気となった。例えば 3rd Rock from the Sun やアニメーションの『フューチュラマ』がある。
21世紀に入ると超常的なテーマのSFドラマ『ミディアム 霊能者アリソン・デュボア』や『ゴースト 〜天国からのささやき』が主要ネットワークで放送されている。このころからアメリカ国外で制作されたSFドラマが増えており、『スターゲイト SG-1』や『GALACTICA/ギャラクティカ』などがある（どちらもカナダとの共同制作）。
低制作費のリアリティ番組が人気となったため、制作費のかかるSFドラマは特に打撃を受けている。そのため、2003年ごろから明らかにSFドラマの制作本数が減っているが、2004年の『GALACTICA/ギャラクティカ』、NBCの『HEROES』、ABCの『LOST』などは視聴者を大いに惹きつけている。
1980年代中盤から1990年代中盤にかけて、SFドラマにとって最初のネット放映の獲得が最も重要だったが、その後はSF専門チャンネル Syfy が最初の放送の場所となることが多い。
一時期、有名なSF作家がSFドラマの原作・脚本を手がけることがあった。例えば、ウィリアム・ギブスンやスティーブン・キングの作品が『Xファイル』のエピソードに採用されている。ラリー・ニーヴンは Land of the Lost の脚本を書いたことがある。ハーラン・エリスンは『バビロン5』のクリエイティブ・コンサルタントを務めた。

### イギリス
世界初のテレビ放送されたSFドラマはBBCが1938年2月11日に放送した35分の番組で、戯曲『R.U.R.』の一部をドラマ化したものだった。
1953年夏、BBCのスタッフライター Nigel Kneale が書いた The Quatermass Experiment が放送され、後に続編も制作され、映画化もされた（『原子人間』1955年）。1960年代には、独立ネットワークのITVでカナダ人プロデューサー Sydney Newman の影響で Pathfinders In Space (1960) や Pathfinders to Venus (1961) という連続ドラマが放送された。1961年、BBCで放送された A for Andromeda（原作はフレッド・ホイルの『アンドロメダのA』）では、異星人からの通信を元に製作されたスーパーコンピュータとその上で動作する人工知能を扱っている。
1963年、BBCは史上最も長いSFドラマシリーズとなった『ドクター・フー』の制作を開始した。ドクターと呼ばれるタイムトラベルをする異星人が主人公である。オリジナルのシリーズは26シーズンまで続き、2005年から再び制作されている。ドクター・フーの制作に関わった人々が新たにSFドラマを制作しており、Doomwatch（1970 - 1973年）、Survivors（1975 - 1977年）、Blake's 7（1978 - 1981年）などがある。
ジェリー＆シルヴィア・アンダーソン夫妻はITVにて、人形を使った「スーパーマリオネーション」という技法で一連のSFドラマを制作した。『宇宙船XL-5』（1962 - 1963年）、『海底大戦争 スティングレイ』（1964 - 1965年）、『サンダーバード』（1965 - 1966年）、『キャプテン・スカーレット』（1967 - 1968年）、『ジョー90』（1968 - 1969年）、『ロンドン指令X』（1969年）がある。その後アンダーソンは人形ではなく俳優を使った作品も手がけており、『謎の円盤UFO』（1970年）や『スペース1999』（1975 - 1977年）がある。アンダーソンと似たような人形を使ったSFドラマとして Roberta Leigh が制作し Associated British Corporation (ABC) が放送した Space Patrol（1962 - 1964年）がある。
1960年代の他のSFドラマでカルト的な人気を得たものは、諜報機関を扱う傾向があった。例えば、『プリズナーNo.6』、『おしゃれ(秘)探偵』、『幽霊探偵ホップカーク』などがあり、いずれもITVの制作である。
1970年代、ITVでは Timeslip（1970 – 71年）、The Tomorrow People（1973 – 79年）、Children of the Stones（1977年）といった子ども向けSFドラマを制作しつつ、タイムトラベルもののSFドラマ Sapphire & Steel（1979 - 1982年）のようにより幅広い視聴者を想定した番組も制作した。一方BBCでは、過去にタイムスリップした十代の少女の冒険を描いた The Changes（1975年）を放送した。
BBCはSF小説を原作としたSFドラマも手がけている。The Day of the Triffids（1981年、ジョン・ウィンダムの『トリフィド時代』）、The Invisible Man（1984年、H・G・ウェルズの『透明人間』）、The Nightmare Man（1981年、David.Wiltshire の Child of the Vodyanoi）、The Tripods（1984 - 1985年、ジョン・クリストファーのトリポッド・シリーズ。ただし、ドラマは未完）などがある。BBCはまたユーモラスSFシリーズも手がけており、ダグラス・アダムズ原作の『銀河ヒッチハイク・ガイド』（1981年）や『宇宙船レッド・ドワーフ号』（1988 - 1999年、2009年）がある。
1984年にイギリスのテレビ番組で登場したCGキャラクターのマックス・ヘッドルームは、1987年にアメリカでドラマ化されている。
BBCは1990年代末から2000年代中ごろ、子ども向けSFドラマも制作した。例えば、アンドリュー・ノリスの『秘密のマシン、アクイラ』を原作とする Aquila（1997 - 1998年）や、2002年の英国アカデミー賞最優秀子ども向けドラマ部門を受賞した Jeopardy（2002 - 2004年）がある。
『ドクター・フー』を復活させた立役者であるラッセル・T・デイヴィスは、1990年代にBBCの子ども番組部門で働き始めた。最初に手がけたSFドラマは Dark Season で、その2年後には Century Falls の脚本を書いている。BBCは他にもアクションものの Bugs、アメリカのSyfyチャンネルと共同制作した Invasion: Earth も制作した。新たな『ドクター・フー』からのスピンオフ作品として、『秘密情報部トーチウッド』や The Sarah Jane Adventures もある。
21世紀に入ってからのイギリスでの他のSFドラマとしては、タイムトラベルものの Life on Mars、その続編 Ashes to Ashes、ホラーの Being Human、ITV制作の Eleventh Hour と『プライミーバル』などがある。
21世紀最初の10年が過ぎ、超能力ものの『Misfits/ミスフィッツ-俺たちエスパー!』、未来の出来事を知りつつ犯罪捜査を行うという Paradox などが放送された。Outcasts は21世紀中ごろを舞台として、地球から居住可能とされる他星系の惑星への5年間の旅を描いている。

### カナダ
カナダでは1950年代からCBCでSFドラマが制作されてきた。1970年代にはCTVが『スターロスト宇宙船アーク』を制作している。1980年代、ネルバナなどのカナダのアニメーションスタジオが世界的に急成長していたアニメーション市場向けにアニメーションの制作を開始した。
1990年代、カナダが実写のSFドラマで徐々に重要な役割を演じるようになり、Forever Knight（1992 - 1996年）、『ロボコップ』（1994年）、『Xファイル』、『スターゲイト SG-1』といったSFドラマの制作に関わっている。子どもや若者向けのSFドラマとして Deepwater Black（1997年）や MythQuest（2001年）が制作されている。
2000年代初め、州の税制が変化したため制作会社の多くがトロントからバンクーバーに移転。バンクーバーで制作されたSFドラマとしては、『デッド・ゾーン』、『ヤング・スーパーマン』、『アンドロメダ』、『スターゲイト アトランティス』、『スターゲイト ユニバース』、『4400 未知からの生還者』、『サンクチュアリ』、『GALACTICA/ギャラクティカ』などがある。
カナダ国内のテレビ市場は小さい（予算が少ない）ため、カナダの制作会社の多くはアメリカやヨーロッパの制作会社と提携関係を結んでいる。

### オーストラリア
オーストラリアのSFドラマでよく知られているのは、アメリカとの共同制作の『ファースケープ』（1999 - 2003年）である。1960年代には The Interparis（1968年）、Vega 4（1967年）、Phoenix Five（1970年）などが制作されている。子どもや若者向けのSFドラマが数多く制作されており、The Girl from Tomorrow（1992年）、Mr. Squiggle（1959 - 1999年）、Halfway Across the Galaxy and Turn Left（1991 - 1992年）、Ocean Girl（1994 - 1998年）、Crash Zone（1999 - 2001年）、『対決スペルバインダー』（1995年）などがある。
Time Trax（1983 - 1984年）、Roar（1997年）、Space: Above and Beyond（1995 - 1996年）といったSFドラマはオーストラリアで制作されているが、スタッフや俳優の多くはアメリカから来ていた。

### 日本
日本の初期のSFドラマとしては、草創期のテレビドラマに生放送の作品が多く、1956年の『宇宙物語 誰か見ている』、『宇宙物語 遊星人M』や『宇宙船エンゼル号』（1957年）、『ふしぎな少年』（1960 - 1961年）が存在した。その後フィルム撮影のテレビ映画が増加し1958年に宣弘社が制作した『遊星王子』がフィルム撮影の初期のSFドラマになる。翌1959年、手塚治虫原作の実写版『鉄腕アトム』（1959 - 1960年）が制作されたが、原作からイメージがかけ離れているということで手塚自身が後にアニメ版『鉄腕アトム』を制作するきっかけとなった。さらに1960年には、大映テレビ制作の『海底人8823』、『鉄腕アトム』実写版と同じ松崎プロ制作の『鉄人28号』実写版、『怪獣マリンコング』、川内康範原作の『アラーの使者』、『ナショナルキッド』、NHK制作で星新一原作の人形劇『宇宙船シリカ』が登場している。その後、『宇宙Gメン』（1963年）、小松左京と平井和正が原作の『宇宙人ピピ』（1965年）などが制作されている。
1963年、映画『ゴジラ』（1954年）を大ヒットさせた立役者である円谷英二が円谷プロを創業。1966年の『ウルトラQ』から始まるウルトラシリーズを制作。ウルトラシリーズは一時期ブランクがあったが、2000年代まで続いている。これにより「巨大ヒーロー」ものが生まれ、ウルトラシリーズ以外にも『マグマ大使』（1966 - 1967年）、『スペクトルマン』（1971 - 1972年）、『サンダーマスク』（1972 - 1973年）、『アイアンキング』（1972 - 1973年）といった作品が制作された。また、「巨大ヒーロー」ものからの派生として「巨大ロボット」ものも制作され、東映制作の『ジャイアントロボ』（1967 - 1968年、原作:横山光輝）、円谷プロ制作の『ジャンボーグA』（1973年）、宣弘社制作の『スーパーロボット レッドバロン』（1973 - 1974年）などがある。
TBSテレビのウルトラシリーズ枠では円谷プロの制作が遅れ気味だったため、『ウルトラマン』と『ウルトラセブン』の間に東映制作の『キャプテンウルトラ』（1967年）を放送。この作品は円谷プロ制作のものとは全く趣を異にしておりスペースオペラだったが、視聴率が低下したことから第2クールからは怪獣を多く登場させるようになった。また宣弘社制作の『光速エスパー』（1967 - 1968年）も怪獣や巨大ヒーローが登場しないSF作品となっている。
1971年、『仮面ライダー』が登場し、大ヒットとなる。ここから石ノ森章太郎と東映の組み合わせで「等身大ヒーロー」ものが次々と制作されることになる。2012年現在も続いている仮面ライダーシリーズはもとより、『人造人間キカイダー』（1972 - 1973年）、『ロボット刑事』（1973年）、『イナズマン』（1973 - 1974年）、『秘密戦隊ゴレンジャー』（1975 - 1977年）などが制作された。特に『秘密戦隊ゴレンジャー』は大人気となり、2012年現在も続いているスーパー戦隊シリーズが生まれた。東映以外の制作会社も等身大ヒーローを手がけており、東宝の『レインボーマン』（1972 - 1973年）、ピープロの『鉄人タイガーセブン』（1973 - 1974年）や『電人ザボーガー』（1974 - 1975年）などがある。
本格SF作品としては、NHKが1970年代に放送した少年ドラマシリーズが重要である。日本のSF作家の作品を原作としてドラマ化した作品がいくつもあり、『タイム・トラベラー』（1972年、原作:筒井康隆）、『夕ばえ作戦』（1974年、原作:光瀬龍）、『なぞの転校生』（1975年、原作:眉村卓）、『明日への追跡』（1976年、原作:光瀬龍）、『11人いる!』（1977年、原作:萩尾望都）、『幕末未来人』（1977年、原作:眉村卓）、『未来からの挑戦』（1977年、原作:眉村卓）、『その町を消せ!』（1978年、原作:光瀬龍）、『七瀬ふたたび』（1979年、原作:筒井康隆）などがある。これらの作品は（当時の）日本のSFドラマには珍しくVTR撮影された作品であった。
1973年、大ベストセラーとなった小松左京の『日本沈没』が映画化（1973年）されテレビドラマ化（1974 - 1975年）された。また、そのころテレビで放映された映画『猿の惑星』の人気に触発され『SFドラマ 猿の軍団』（1974 - 1975年）が制作された。制作には小松左京、豊田有恒、田中光二が原作として参加している。1970年代末には、映画『スター・ウォーズ』大ヒットの影響の下、『スターウルフ』（1978年）や『宇宙からのメッセージ・銀河大戦』（1978 - 1979年）が制作された。
1980年代に入ると、人形劇の『Xボンバー』（1980 - 1981年、原作:永井豪）が登場。また東映は『宇宙刑事ギャバン』（1982 - 1983年）を制作。ここからメタルヒーローシリーズが始まり、1999年まで続いた。また、『俺はご先祖さま』（1981 - 1982年）や少女アクションドラマの流れで制作された『禁じられたマリコ』（1985 - 1986年）はゴールデンタイムの通常ドラマ枠で放送された。1985年には単発ながら本格SFの『オアシスを求めて』がNHKで放送された。
1990年代には、大人向けのSFドラマとして『世にも奇妙な物語』（1990年 -）、『NIGHT HEAD』（1992 - 1993年）、『BLACK OUT』（1995 - 1996年）が放送された。2000年代に入ると、ゴールデンタイムの通常ドラマ枠でSFドラマが放送されることが多くなった。『ロング・ラブレター〜漂流教室〜』（2002年、原作:楳図かずお）、『絶対彼氏 〜完全無欠の恋人ロボット〜』（2008年）、『JIN-仁-』（2009 - 2011年）、『Q10』（2010年）、『怪物くん』（2010年）、『妖怪人間ベム』（2011年）などがある。
コメディ系のSFドラマとしては、円谷プロの『快獣ブースカ』（1966 - 1967年）、国際放映の『コメットさん』（1967 - 1968年）から始まり、大ヒットとなった東映制作・石ノ森章太郎原作の『がんばれ!!ロボコン』（1974 - 1977年）がある。また、1981年から始まった東映不思議コメディーシリーズは1993年まで続き、その中で美少女ヒロインによる変身ものというサブジャンルが生まれ、好評を得ている（ただし、1971年に始まった『好き! すき!! 魔女先生』で既にヒロインが変身している）。その派生として『仮面天使ロゼッタ』（1998年）、実写版『美少女戦士セーラームーン』（2003 - 2004年）などが製作された。
ホラー系では、東映の『悪魔くん』（1966 -1967年）、円谷プロの『怪奇大作戦』（1968 - 1969年）と『恐怖劇場アンバランス』（1973年）、虫プロの『バンパイヤ』（1968 - 1969年）などがある。

### ヨーロッパ大陸
第二次世界大戦後、テレビ制作における主たる言語が英語になったためイギリスではSFドラマが隆盛を迎えたが、ヨーロッパ大陸ではそうではなかった。もともと歴史やファンタジーを好む文化風土ともあいまって、ドイツやフランスの未来的なSFドラマは数少なく、そのほとんどが子ども向けとなった。文学でも同様の傾向が見られるが、バンド・デシネやオランダの漫画はその限りではなく、SFも多い。

#### ドイツ、デンマーク、オランダ
ドイツ語で制作されたSFドラマとしては Raumpatrouille（1966年）と Lexx（1997 - 2002年） がある。また、Rainer Erler が制作したDas Blaue Palais（1978 - 1980年）もよく知られている。イギリスとの共同制作の Star Maidens（1975年、ドイツでは "Medusa" または "Die Mädchen aus dem Weltraum"）もある。
デンマークでは1984年、自分の部屋が宇宙船だと気づいた少年の物語 Crash が放送された。
オランダでは1957年から1959年まで Morgen gebeurt het が放送された。オランダ人の宇宙探検家たちの冒険を描いた作品である。De duivelsgrot（1963 - 1964年）はある洞窟の地図を発見した科学者が地球の核に行く物語、Treinreis naar de Toekomst は2人の子どもがロボットによって未来に連れ去られ、人類を再生させようとする物語である。いずれも子ども向けだが、大人にも人気があった。Professor Vreemdeling（1977年）はしゃべる植物を作ろうとする教授の物語、Zeeuws Meisje（1997年）はオランダ全土が住宅で覆われ高速道路が渋滞しているというディストピアを描いたSFドラマである。その主人公は女性のスーパーヒーローで、オランダの伝統的衣装を着ており、工場主に対抗してオランダ社会の伝統を守ろうとする。

#### イタリア
イタリアでは1970年から1975年までの間だけ、SFドラマへの関心が高まったことがある。"A come Andromeda"（1972年）はBBCの1961年の作品のリメイクである。Flavio Nicolini は "Gamma"（1974年）と "La traccia verde"（1975年）というオリジナル作品を制作した。"Geminus"（1968年）や人気を博した "Il segno del comando"（1970年）は、SFというよりもミステリーに分類される。

#### フランス
フランスとカナダの共同制作として『暗黒の戦士 ハイランダー』（1992 - 1998年）がある。他にも、秘密の組織が超兵器を使って世界をコントロールしようとする Tang（1971年）、"Les atomistes"、怪奇ものの "La brigade des maléfices"（1970年）などがある。
フランスでは日本と共同でアニメーションを制作することが多く、『宇宙伝説ユリシーズ31』（1981年）、『太陽の子エステバン』（1982年）、『オーバン・スターレーサーズ』（2006年）などがある。

#### セルビア
セルビアで制作されたSFドラマとして The Collector（2005 - 2006年、Sakupljač）がある。

#### その他ヨーロッパ
『トワイライト・ゾーン』のようなオムニバス形式で、世界幻想文学大賞を受賞したゾラン・ジフコヴィッチの作品が原作である。

## SFドラマの制作技法
実在の範囲を越えて架空の設定やキャラクターを描くため、SFドラマの制作者は特殊な技法を大いに活用する。
基本的に映画で使われる技法と同一であり、映画草創期から試行錯誤された技術であるが、20世紀を通してそれらの技法の多くは高くつき、ごく少数の職人芸に依存するものである。小道具・模型・効果などを再利用したり、しかしながらテレビメディアで製作されるこれらの「映画」は劇場映画ほどの予算もかけられず、アニメーション技法を利用することでなんとか費用を抑えていた。初期費用は高くつくがその後の費用は抑えられるため、派手な場面はシリーズの基本コンセプトとして何度も使うようになり、そのことが作品の芸術的選択全体に影響を及ぼした。1990年代後半、技術革新や技能的熟練によって特殊技法全般が使いやすくなり、監督の采配でエピソード毎に新たな特殊撮影が可能となった。したがって、同じシーンをシリーズを通して再利用する必要はなくなった。
特殊撮影
特殊撮影 (SFX) はSFドラマの黎明期から使われ続けている基本的なツールである。少量の火薬で様々な熱線銃の効果を真似たり、モンスターやホラーの番組で血糊などを爆竹で飛び散らせたり、操演でジョージ・リーヴス演じるスーパーマンが飛んだりといった技法がある。「特殊撮影」という言葉は本節で解説しているあらゆる技法を含むが、一般には2つに分類される。VFXは撮影済みのイメージを写真として、あるいはデジタルイメージとして操作することで、通常ポストプロダクションで行われる。機械的または物理的な特撮は、小道具や火薬その他の物理的手法を実際の撮影時に使う技法である。この2つを組合わせることもある。例えば熱線銃を描く場合、撮影時に火薬を使い、ポストプロダクション時にフィルム上に銃からのびる熱線を追加する。スタントも重要な物理的特撮の1つである。一般に、プリプロダクション時にあらゆる特殊撮影を注意深く計画する必要がある。
CGI
『バビロン5』は初めて Computer Generated Imagery (CGI) を宇宙空間のシーン全体を描くのに採用したシリーズで、宇宙服を着たキャラクターもCGIで描いている。その後CGI技術が進歩したため、模型を使う機会は大幅に減った。1990年代には高価なコンピュータやソフトウェアを必要としたが、2000年代になると普通のパーソナルコンピュータで十分となり、ソフトウェアも様々なものが登場している。
模型と操り人形、着ぐるみ
デジタル技術が台頭する以前の時代において、非日常的なガジェットやクリーチャーは模型などを使った美術で表現する以外には有り得なかった。例えば『バック・ロジャース』の宇宙船は模型だった。『宇宙大作戦』では多数の模型を必要とした。エンタープライズ号は場面に応じて様々なスケールのものを使用している。CGIの進化と共に1990年代には直接模型を使う画作りは却ってコストが高くつくので、ほとんど行われなくなったが、現在、模型をデジタイズしてCGIを制作したり、模型による本物の質感を取り入れるため背景にミニチュアが使われ、そこにCGIを合成することもある。
キャラクターの模型が操り人形（パペット、マリオネット）である。ジェリー＆シルヴィア・アンダーソン夫妻はパペットを使った『サンダーバード』などのSFドラマを多数制作した。『アルフ』では、ある家族と一緒に住んでいる宇宙人をパペットで描いている。『ファースケープ』ではレギュラーのキャラクターのうち2人がパペットである。『スターゲイト SG-1』ではアスガードをパペットを使って表していた（座っているとき、立っているとき、寝ているとき）。
日本では怪獣や巨大ロボットなどを人形ではなく着ぐるみで表現することが多い。これは映画『ゴジラ』で撮影期間短縮のために採用された技法であるが、日本以外でも等身大のクリーチャーに着ぐるみを使うことは決して少なくなく、前述の『アルフ』でも歩く場面は着ぐるみである。ミニチュアや操り人形（パペット）による場面と平行して使われる技法である。たとえば、『アルフ』がパペットと着ぐるみを併用したように『ウルトラマン』も飛行場面や変身場面などでは操り人形によるミニチュアが使用されている。
アニメーションと実写の合成
アニメーションは重力や運動量や物理的写実性から解き放たれた描写が可能であり、SFやファンタジーを映像化するのに適している。最近では人間以外のキャラクターの大群をソフトウェアで生成し、実写と合成することもある。『GALACTICA/ギャラクティカ』ではサイロンはCGIアニメーションで描かれ、『スターゲイト SG-1』のアスガードは歩いているときや複数が画面にいるときCGIアニメーションで描かれていた。

## 影響を与えた人物
- J・J・エイブラムス - 『エイリアス』、『FRINGE』、『LOST』
- アーウィン・アレン - 『原子力潜水艦シービュー号』、『タイムトンネル』、『宇宙家族ロビンソン』、『巨人の惑星』
- ジェリー＆シルヴィア・アンダーソン夫妻 - 『宇宙船XL-5』、『海底大戦争 スティングレイ』、『サンダーバード』、『キャプテン・スカーレット』、『謎の円盤UFO』
- ジョセフ・バーベラとウィリアム・ハンナ - 『宇宙家族ジェットソン』
- クリス・カーター - 『Xファイル』、『ミレニアム』
- ラッセル・T・デイヴィス - 『ドクター・フー』（新シリーズ）
- ケネス・ジョンソン - 『600万ドルの男』、『地上最強の美女バイオニック・ジェミー』、『超人ハルク』、『V』
- グレン・A・ラーソン - 『宇宙空母ギャラクティカ』、『ナイトライダー』
- ロナルド・D・ムーア - 『GALACTICA/ギャラクティカ』、『新スタートレック』、『スタートレック:ディープ・スペース・ナイン』、『ロズウェル - 星の恋人たち』
- シドニー・ニューマン（英語版） - 『ドクター・フー』
- ロックニー・S・オバノン（英語版） - 『シークエスト』、『ファースケープ』
- ジーン・ロッデンベリー - 『宇宙大作戦』、『新スタートレック』、『アンドロメダ』
- ロッド・サーリング - 『トワイライト・ゾーン』、『四次元への招待』
- J・マイケル・ストラジンスキー - 『バビロン5』
- ジョス・ウィードン - 『バフィー 〜恋する十字架〜』、『エンジェル』、『ファイヤーフライ 宇宙大戦争』、『ドールハウス』
- ロバート・ヒューイット・ウルフ（英語版） - 『スタートレック:ディープ・スペース・ナイン』、『アンドロメダ』、『デッド・ゾーン』、『4400 未知からの生還者』、『ドレスデン・ファイル』
- ブラッド・ライト（英語版） - 『スターゲイト SG-1』、『スターゲイト アトランティス』、『スターゲイト ユニバース』[6]